# Raoul de Puijdt
Raoul de Puijdt (Gistel, 22 februari 1944), ook De Puydt, is een Belgisch schrijver, dichter en advocaat.

## Familie
Raoul de Puijdt is enig kind van Maurice Depuydt en van Godelieve Uyttenhove en stamt uit een familie van juristen met zijn vader als advocaat en oud-stafhouder van de balie te Brugge, zijn overgrootvader Delphin de Puijdt als notaris en burgemeester van de stad Gistel (1884-1914) en zijn betovergrootvader Ferdinand de Puijdt, notaris te Eernegem.
Raoul de Puijdt is getrouwd en heeft vier kinderen en 12 kleinkinderen. Zijn echtgenote Kristien van Cauwelaert, dochter van Edgard van Cauwelaert, is erekamervoorzitter in het Hof van Beroep te Brussel.
Het wapenschild van de familie: "In hermelijn een uitgeschulpte zoom van keel; hartschild: in sabel een weegschaal van goud. Het schild getopt met een helm van zilver, getralied, gehalsband en omboord van goud, gevoerd en gehecht van keel, met wrong en dekkleden van goud en van sabel. Helmteken: een Grieks kruis van sabel, beladen met een vredesduif van goud en geplaatst voor twee ganzenpennen van hetzelfde. Wapenspreuk: ARBEID ADELT KUNST VEREDELT in letters van goud op een lint van sabel" (Decreet Vlaamse regering van 3 februari 1998).

## Biografie
Geboren in het winterse sneeuwlandschap, kreeg hij een jezuïetenopvoeding in het Sint-Barbaracollege. Na zijn hogere studies promoveerde hij tot Doctor in de Rechten en baccalaureaat Kerkelijk Recht (Katholieke Universiteit Leuven, 1969) en tot Licentiaat in het Internationaal Recht (Vrije Universiteit Brussel, 1971). Hij werd advocaat aan de Balie van Brussel hetgeen hij combineerde met zijn werk als dichter en essayist. 
Zijn poëzie is vertaald in een tiental talen, waaronder het Engels, het Duits, het Frans, het Pools, het Roemeens, het Russisch, het Turks en het Bulgaars. Hij zette zich daarnaast in als voorzitter van de vzw Vrienden van Felix De Boeck en van de vzw Vrienden van de Nationale Basiliek van Koekelberg, twee instellingen die hij het imago van de 21ste eeuw wil geven. 
Het Raoul Maria de Puydtfonds ondersteunt culturele initiatieven o.m. de tentoonstellingen van hedendaagse beeldende kunstenaars in de Raoul Mariagaanderijen in de Basiliek van Koekelberg. Na 42 jaar balie nam hij afscheid van het boeiende advocatenberoep om zich volledig te wijden aan het schrijverschap, zijn levensdroom.

### Beroepsactiviteit
- Advocaat (1969-2011), ereadvocaat
- Plaatsvervangend rechter van het kanton Halle (1974-2011)
- Voorzitter Vlaams Pleitgenootschap bij de balie te Brussel (1979-1980)
- Lid van de Raad van de Nederlandse Orde van Advocaten bij de balie te Brussel (1987,1989 en 1996-97)
- Secretaris van de Tuchtraad van Beroep van de Vlaamse balies (2006-2009)

### Vrijwilligerswerk
- Voorzitter van de v.z.w. 'De Vrienden van de Nationale Basiliek van het Heilig Hart te Koekelberg', dagelijks bestuur van het gebouw namens de Kerkfabriek (1990-2020)
- Voorzitter van de v.z.w. 'Vrienden van Felix De Boeck' (museum Drogenbos) (1997-2014)
- Bestuurder van de v.z.w. 'Museum van de Moderne Religieuze Kunst' (Basiliek van Koekelberg) (2005-2020)
- Bestuurder van de v.z.w. 'Vereniging van West-Vlaamse Schrijvers' (1976-2015)
- Bestuurder van de v.z.w. 'Memisa' (NGO, medische steun aan het Zuiden, o.a. Congo) (2009-2016)
- Bestuurder van het v.z.w. Godelievemuseum (Gistel) (2010- )

### Kunstmonografieën
- Piet Gilles Huldeboek, r.m. de puydt (1968)
- Jan De Landtsheer, Van Cutsem (1974)
- Felix De Boeck, Stichting Kunstboek (2004)
- Albert Van huffel Basilica Koekelberg 1920-1970, Stichting Kunstboek (2004)
- Basiliek van Koekelberg – Art-decomonument, Lannoo/Racine, 176 p. (2005)
- Piet Gilles, Vrienden Musea Leuven, 112p. (2008)
- Felix de Boeck en de pioniers van de abstracte kunst, Snoeck, 128 p. (2010)
- Joseph Willaert, Ingang voor artiesten, 108 p. (2012)
- William Sweetlove, William Sweetlove's Muse Zet zich spottend af tegen verstarring en kleinburgerlijkheid , 408 p. (2017)
- Godeliph, Godelieve, Godeleine, De reliekschrijnen van de heilige, Halewijn (2021)

### Dichtbundels
- Made in Flanders (1981-2004)
- To India with love
- Carpe Diem (1976)
- Doodverf, Kofschip-Kring (1984)
- Aalterse nacht van de poëzie (1984)
- Signalen uit het paradijs, Kofschip-Kring (1985)
- De boom van de stilte draagt vruchten van vrede, 't Kofschip (1990)
- Verzamelde gedichten 1978-1987, Kofschip-Kring (1990)
- Ontembare dromen, Zuid & Noord (1995)
- Dwalend langs onbekende wegen, Zuid & Noord (1997)
- Oostduinkerkse gedichten, Zuid & Noord (1999)
- Verzamelde gedichten 1978-2013, Raoul Maria de Puydtfonds (2016)
- Recueil de Poèmes 1978-2013 (2016)
- Liefdesgebeden, Prières d'amour, 2017-2021 (2024)

### Biografieën
- Liber Amicorum Paul De Vroede (samen met Anne Six), Kluwer Rechtswetenschappen België
- VWS-Cahiers 170 Godfried Danneels, VWS (1995)
- VWS-Cahiers 176 Henri Pauwels, VWS (1996)
- VWS-Cahiers 186 Michel Cloet, VWS (1998)
- VWS-Cahiers 209 Henri De Hoon, VWS (2002)
- VWS-Cahiers 226 Herve J. Casier, VWS (2005)
- Edith Oeyen, KVLS (2005)
- Een advocaat met kleur, herinneringen en mijmeringen (2013)
- Nationaal Biografisch Woordenboek 21, 2014
- Gistelse figuren 4, Raoul Maria de Puydtfonds (2016)
- Nationaal Biografisch Woordenboek 22, met biografie van F. de Boeck, E. van Cauwelaert, H. Elstrom, P. Gilles, J. de Landtsheer, H. Pauwels, 2016
- Nationaal Biografisch Woordenboek 23, met biografie van Albert van Leuven, J.Brusselmans, C. Colruyt, A. de Meulemeester, J. Graverol, R. Haan, J. Huet, J. Moeschal, E. de Saedeleer, L.P. Suetens, H. van Sumere, J. Willaert, 2018
- Nationaal Biografisch Woordenboek 24, met biografie van Anto-Carte, Maurice Carême, Paul Delvaux, Etienne Maur Van Doorslaer, Henri Holemans, Frans van Immerseel, Emile Kesteman, Max vander Linden, Michel Martens, Theo van Rysselberghe en Maria Monnom, Raf Seys, Armand Vanderlick, Albrecht en Juliaan de Vriendt en Gustaaf Van de Woestyne, 2020
- Nationaal Biografisch Woordenboek 25, met biografie van Axell, Geert van Bruaene, Stefaan Depuydt, Maria Doolaeghe, Henri Evenepoel, Marvin Gaye, Georges Grard, Ida Iweins, Käthe Kollwitz, Omer Kyndt, Jules Lismonde, Jenny Montigny, Panamarenko, Marie Popelin, Michel Seuphor, Jakob Smits en Edgard Tytgat, 2022

### Tijdschriften
Medewerking aan heel wat tijdschriften o.a.
- De Brusselse Post, Le grand Journal du droit, LittéraTour, Molenbecca, Pastoralia, Prémices, Oostland, De Vlaamse Stam
- 't Kofschip (redacteur beeldende kunsten en hoofd (1977-1992 / bibliografie Raoul Maria de Puydt 1993)
- Tijdschrift Vlaanderen
  - 167 Metaalkunst In Vlaanderen, Jg. 27, nr. 6, nov-dec 1978: Erik Cardon (334), Frans Claes (337), Koenraad (345), Christiaan Nicaes (352), Rik Poot (353), Mike Vanderstappen (358), Hilde van Sumere (361)
  - 200 Godeliph (samenstelling), Jg. 33, nr. 3, mei-juni 1984: Inleiding, De slag van Kassel (1071) p. 153-155, De H. Godelieve in de plastische kunsten p. 161-181, Bibliografie p. 197-198
  - 248 Vlaams-Brussel (samenstelling), Jg. 42, nr. 5, nov-dec 1993: Inleiding, Het rechtsleven p. 26-30, Vlaamse kunst in de metro p. 38-39
  - 254 Musea van Vlaams-Brabant (samenstelling) Jg. 44, nr. 1, jan-febr 1995: Inleiding, Trammuseum te Dilbeek/Schepdaal p. 8, Felix De Boeckmuseum te Drogenbos p. 9-10
  - 264 Suriname (samenstelling), Jg. 46, nr. 1, jan-febr 1997: Inleiding, Het Surinaamse kleurenpalet p. 16-19

### Juridisch
- Wapenbeheersing en ontwapening (samen met prof. Bert Röling), De Nederlanden (1984)
- Deontologie van de Vlaamse advocaat, zesde bijgewerkte en herziene editie, Intersentia (2009)
- Medewerking aan tijdschriften o.a. De Advocatenkrant, Tijdschrift Voor Diplomatie, Mira, Politieke Documentatie, Het Rechtskundig Weekblad (RW), Het tijdschrift van Privaat Recht (TPR)

### Overige
- Het verraad, Pachali, derde druk (1965)
- Het religieuze motief bij Jan de Smedt, 'Vrienden Jan de Smedt' (1996)
- Een Menselijke Revolutie, De Postiljon (1973)
- Rechter, woord en tegenwoord kortverhalen, Gillis (2014)
- Godelieve, Raoul de Puydtfonds (2016)

## Onderscheidingen
- Ridder Orde van Leopold II (1989)
- Ridder Orde van Leopold (1994)
- Burgerlijke Medaille 1e klasse (2001)
- Officier Orde van Leopold (2006)
- Ridder Orde van Oranje-Nassau (2009)
- Gouden Sint-Romboutskruis (2009)
- Burgerlijk Kruis 1e klasse (2010)
- Pro Ecclesia et Pontifice (2010)
- Gouden eremedaille van de provincie West-Vlaanderen (2012)
- Gouden medaille voor verdienste van de provincie Vlaams-Brabant (2012)
- Commandeur in de Kroonorde (2013)
- Gulden ereteken van Sint-Donatianus (2015)
- Ereburger van Gistel (2016)
- Ridder in de Pauselijke Sint-Sylvesterorde (2020)